# Jean Passerat
 (mars 2011).
Si vous disposez d'ouvrages ou d'articles de référence ou si vous connaissez des sites web de qualité traitant du thème abordé ici, merci de compléter l'article en donnant les références utiles à sa vérifiabilité et en les liant à la section « Notes et références ».
Pour les articles homonymes, voir Passerat.
Jean Passerat, né à Troyes le 18 octobre 1534, mort à Paris le 14 septembre 1602, est un poète et humaniste français.

## Présentation
Il étudia le droit à Bourges avec Jacques Cujas et Alphonse Ier d'Elbène. Professeur au collège du Plessis, il devint ensuite, en 1572, titulaire d'une chaire d'éloquence au collège des Lecteurs royaux.
Proche du roi Henri III, il composa pour lui les Plaintes de Cléophon sur la mort de Damis, en l'honneur des trois mignons (Jacques de Caylus, Louis de Maugiron baron d'Ampus et Paul Stuard de Caussade de Saint-Maigrin), tués lors d'un duel en 1578 (voir : Duel des Mignons). Il participa également à la satire Ménippée contre le roi d'Espagne qui soutint la Ligue (il est l'auteur des épigrammes en vers, dont la satire est émaillée).
En 1585, il participa avec ses collègues royaux à une pétition de soutien au professeur de mathématiques et médecin Henri de Monantheuil, par la publication d'un  placet présenté au Roy pour le rétablissement du dit Monanthueil, on y trouve également les signatures de Jean Cinquarbres, Louis Duret, Nicolas Goulu, Jean Pelerin, Gilbert Genebrard, Jacques Helias.
Excellent orateur, poète français et latin, il mourut en 1602, âgé de 68 ans, devenu aveugle. Prosper Poitevin note au XIXe siècle, qu'il a gardé un grand crédit et beaucoup de réputation, quoiqu'on ne lise guère ses œuvres. Il avait la particularité d’être à la fois un humaniste très éclairé, mais aussi un homme de lettres léger et spirituel.
Mathurin Régnier lui dédia un sonnet : Sonnet sur la mort de Passerat.

## Œuvres principales
- À la lune
- J'ai perdu ma tourterelle
- Ode du premier jour de mai
- Sur un mai

Il a publié très peu de son vivant. Son œuvre poétique n'a été publiée qu'après sa mort, en 1606, par son neveu Jean de Rougevalet. Ses livres offrent en conséquence des visages différents : dans la Satyre Ménippée dont il fut le principal collaborateur, il donne la mesure de son talent de poète plein de verve ; dans son traité De Literarum, il montre ses grandes connaissances philologiques.

## Publications
- Nihil. Nemo. Quelque chose. Tout. Le moyen. Si peu que rien. On, Caen, Imp. de la Veusve de Jacques Le Bas. 1596.
- De Cæcitate Oratio, Paris, Mamert Patisson, 1597.
- Le premier livre des poèmes. Reueus & augmentez par l'autheur en ceste derniere édition, à Paris, par la veufue Mamert Patisson, Imprimeur ordinaire du Roy, 1602.
- De literarum inter se cognatione ac permutatione liber... Paris, David Douceur, 1606.
- Recueil des Œuvres poétiques, Paris, Abel L’Angelier 1606.
- Satyre Menippee de la Vertu du Catholicon d'Espagne et de la tenue des Estats de Paris, MARTIN Martial (édition critique de), Paris, H. Champion, 2007, "Textes de la Renaissance", no 117, 944 p.  (ISBN 9782745314840)